# Revolving Doors/Amarillo
Revolving Doors/Amarillo è un singolo del gruppo musicale britannico Gorillaz, pubblicato l'11 marzo 2011 come unico estratto dal quarto album in studio The Fall.

## Tracce
1. Revolving Doors – 3:27
2. Amarillo – 3:26

## Formazione
- Gorillaz – voce, applicazioni iPad, vocoder, ukulele, omnichord, moog, melodica, chitarra, pianoforte, produzione, registrazione
- Stephen Sedgwick – produzione, registrazione, missaggio
- Geoff Pesche – mastering